# خيرمان سيرانو بينتو
خيرمان سيرانو بينتو (بالإسبانية: Germán Serrano Pinto)‏ هو محامي وسياسي كوستاريكي، ولد في 30 مارس 1940، وتوفي في 21 مايو 2016 في سان خوسيه في كوستاريكا. نشط حزبياً في Social Christian Unity Party ‏.